# May Parker
May Reilly Parker, ook vaak Tante May genoemd, is een personage uit de Spider-Man strips van Marvel Comics. Ze werd bedacht door Stan Lee en Steve Ditko, en verscheen voor het eerst in Amazing Fantasy (15 augustus 1962).
May is Peter Parkers tante en adoptiemoeder. Ze steunt haar neef met alles, maar is tegelijkertijd erg beschermend tegenover hem. Lange tijd wist ze echter niets af van Peters geheime identiteit, en moest dan ook niets hebben van Spider-Man.
Als belangrijk bijfiguur uit de Spider-Man strips verschijnt tante May ook in bijna elke andere media van Spider-Man.

## Tante May in de strips
May en Ben Parker namen na de dood van Bens broer Richard en diens vrouw Mary de zorg van Peter Parker op zich. Ben nam onmiddellijk de rol van Peters vader aan. May was in het begin niet zo blij met Peters komst, aangezien haar eigen ouders haar geboorte altijd de “reden van het stuklopen van hun huwelijk” noemden en ze bang was dat met Peters komst haar eigen huwelijk ook stuk zou lopen. Haar angst bleek gelukkig ongegrond toen Peters aanwezigheid Ben en Mays relatie juist versterkte. Na Bens dood had May vaak geldproblemen. Peter deed zijn best om te helpen.
Peters geheime leven als Spider-Man maakte niet alleen zijn eigen leven maar ook dat van May gecompliceerd. May is namelijk altijd bang dat haar neef gewond zal raken bij zijn baan als fotograaf, aangezien Peter altijd erop uit was om foto’s van Spider-Man te maken. Zelf moest ze ook niets hebben van Spider-Man.
Ondertussen vreest Peter ook voor het welzijn van zijn tante. Vooral wat voor schok het voor haar zou zijn als ze ooit achter zijn geheime identiteit komt. Dit was vaak de bron van spanning in de strips als Peter weer eens moest kiezen tussen zijn verantwoordelijkheden als superheld en de zorg van zijn tante. Dit innerlijke conflict kreeg een bizarre wending toen May een relatie begon met Dr. Octopus. Peter moest toen met zijn vijand af zien te rekenen zonder zijn tante te kwetsen.
Tante May is meerdere malen “gestorven”, maar keerde altijd op een of andere manier weer terug. Bij haar meest recente “dood” bijvoorbeeld bleek de “tante May” die stierf een actrice te zijn en werd de echte May gevangen gehouden door de schurken.
In Amazing Spider-Man (volume 2) #35, #38 leerde May eindelijk Peters geheim kennen. Maar anders dan Peter had verwacht accepteerde ze het. Toen hun huis werd verwoest verhuisden Peter, Tante May en Mary Jane Watson naar Stark Towers (aangezien Peter inmiddels lid was geworden van de Avengers). Tante May leek hier een relatie te ontwikkelen met de Avengers butler Edwin Jarvis. Haar sterke wil werd nogmaals duidelijk toen zelfs Wolverine niets tegen haar in te brengen had.

## Ultimate Tante May
In de Ultimate Marvel strips van Spider-Man is Tante May een sterke en onafhankelijke vrouw. Ze is ook een stuk jonger dan haar tegenhanger uit de standaardstrips (eind 40, begin 50). Na Bens dood werd ze een grote steun voor Peter. Ze is ook behoorlijk goed met computers en houdt ervan dingen op te zoeken op het internet.

## Tante May in andere media

### Films

#### Spider-Man trilogie
In de Spider-Man films wordt Tante May gespeeld door Rosemary Harris.
- In de film Spider-Man (2002) woont Peter nog bij zijn oom en tante in huis. Later, wanneer Peter op zichzelf woont, bezoekt Tante May hem voor het thanksgiving feest. Ze is ook totaal niet bang om Norman Osborn, die ook aanwezig is, op zijn gedrag te wijzen. Later wordt ze het doelwit van de Green Goblin wanneer deze Spider-Mans ware identiteit ontdekt. Door de aanval belandt ze in het ziekenhuis.
- In het vervolg, Spider-Man 2 (2004), blijft Tante May Peter in de gaten houden. Ook heeft ze financiële problemen. Ze moet niets hebben van Spider-Man, totdat hij haar redt van Dr. Octopus. Later in de film, wanneer Peter besloten heeft te stoppen met zijn leven als superheld, moedigt May hem aan om zijn heldendaden toch voort te zetten. Of dit inhoudt dat ze op de hoogte is van de geheime identiteit van haar neef is nog niet bekend, maar er zijn aanwijzingen dat dit inderdaad het geval is. In de film geeft ze zichzelf de schuld van Oom Bens dood (aangezien Peter met de metro naar de stad wilde, en oom Ben erop stond Peter met de auto te brengen), waarna Peter bekent wat er werkelijk is gebeurd.
- Tante May komt ook voor in de derde film, Spider-Man 3. Peter vertelt zijn tante dat hij Mary Jane ten huwelijk gaat vragen. Tante May geeft Peter haar trouwring om die vervolgens aan Mary Jane te geven als trouwring. Verder blijft May Peter steunen met al zijn problemen.

#### The Amazing Spider-Man
Tante May wordt gespeeld door Sally Field in de Spider-Man films van Marc Webb. Ze verschijnt in de films The Amazing Spider-Man (2012) en The Amazing Spider-Man 2 (2014).

#### Marvel Cinematic Universe
Sinds 2016 verscheen dit personage in de Marvel Cinematic Universe en wordt vertolkt door Marisa Tomei. Tante May woont samen met haar neefje Peter Parker in een appartement waar zij voor hem zorgt. Tante May komt voor het eerst in beeld wanneer Tony Stark op bezoek komt, ze denkt dat Tony op bezoek is voor de studie van Peter terwijl hij in werkelijkheid de jonge superheld om hulp komt vragen. Tante May verschijnt later ook op de begrafenis van Tony Stark. Nadat tante May erachter komt dat haar neefje Spider-Man is blijft zij hem steunen en helpt ze hem bij persconferenties en andere zaken. Tante May is onder andere te zien in de volgende films en serie:
- Captain America: Civil War (2016)
- Spider-Man: Homecoming (2017)
- Avengers: Endgame (2019)
- Spider-Man: Far From Home (2019)
- Spider-Man: No Way Home (2021)
- Your Friendly Neighborhood Spider-Man (2025) (stem ingesproken door Kari Wahlgren) (Disney+)

#### Overige
May Parker verschijnt in de animatiefilm Spider-Man: Into the Spider-Verse uit 2019 waarin ze werd ingesproken door Lily Tomlin. 
In de vervolgfilm, Spider-Man: Across the Spider-Verse uit 2023, verschijnt een andere versie van May Parker uit Gwen Stacy / Spider-Woman's universum. Deze May Parker wordt ingesproken door Elizabeth Perkins. In de Nederlandse versie wordt ze ingesproken door Ine Kuhr.

### Televisie
- May had twee kleine verschijningen in de eerste twee afleveringen van het tweede seizoen van de originele Spider-Man animatieserie uit 1967.
- May Parker werd gespeeld door Irene Tedrow in de televisieserie The Amazing Spider-Man.
- Tante May had een grotere rol in Spider-Man: The Animated Series. In de serie haatte ze Spider-Man enorm, maar hield van zijn alter-ego Peter Parker. Ze was dan ook niet op de hoogte van Peters geheime identiteit. Ze kwam ook vaak vijanden van Spider-Man tegen zoals Venom, Hobgoblin, Dr. Octopus, Morbius, Green Goblin, Shocker en Chameleon.
- Tante May verscheen niet in Spider-Man Unlimited, maar werd wel vaak genoemd door Peter. Ze verscheen ook niet in Spider-Man: The New Animated Series, en werd hierin ook niet genoemd.